# Procytettix fusiformis
Procytettix fusiformis är en insektsart som beskrevs av Bolívar, I. 1912. Procytettix fusiformis ingår i släktet Procytettix och familjen torngräshoppor. IUCN kategoriserar arten globalt som akut hotad. Inga underarter finns listade i Catalogue of Life.